# Colocleora melancheima
Colocleora melancheima är en fjärilsart som beskrevs av Louis Beethoven Prout 1938. Colocleora melancheima ingår i släktet Colocleora och familjen mätare. Inga underarter finns listade i Catalogue of Life.